# Xã Hooper, Quận Dodge, Nebraska
Xã Hooper (tiếng Anh: Hooper Township) là một xã thuộc quận Dodge, tiểu bang Nebraska, Hoa Kỳ. Năm 2010, dân số của xã này là 1.275 người.